# 阿雷佐省
阿雷佐省（義大利語：Provincia di Arezzo）是意大利托斯卡纳大区的一個省。面積3,232平方公里，2004年人口323,288人。首府阿雷佐。
下分36市鎮。